# Мерхамли
Мерхамли или Мерхамлъ (на гръцки: Πέπλος, Пеплос, старо: Μαρχανλή, Марханли, на турски: Marhamli-i Bulgar) е село в Гърция, дем Дедеагач (Александруполи), област Източна Македония и Тракия.

## География
Селото е разположено на 10 километра северно от град Фере и на няколко километра западно от река Марица и контролно-пропускателния пункт на гръцко-турската граница при Кипи. Пеплос е гара по жп линията Дедеагач – Димотика (Дидимотихо).

## История

### Турско Мерхамли
Мерхамли е основано през XIX век. През първата половина на XIX век в землището на селото съществува малка турска махала, основана от преселници от село Тирфили (днес Тинтява), Кошукавашко. Жителите на Тирфили първоначално се заселват на това място като работници на местния замевладелец Нисим бей Мерхамли, а по-късно закупуват малка част от неговите земи. По-късно това селище е известно под името Турско Мерхамли. Неговите жители се занимават предмно с контрабанда на тютюн, донасян от старото им село – Тирфили.
В 1830 година Турско Мерхамли има 20 къщи, в 1878 – 25, а в 1912 – 30. По време на войните 1912 – 1918 година турските жители на Мерхамли се изселват.

### Българско Мерхамли
През 1861 – 1864 година 32 български семейства, изселени от село Доган Хисар, Дедагачко, закупуват чифлика на Нисим бей Мерхамли за 6000 турски лири и поставят началото на село Българско Мерхамли. Около 1865 година в землището на Мерхамли са заселени и двайсетина черкезки самейства, но в 1878 година те избягват. По същото време по-голямата част от жителите на селото се преселват в Княжество България, а на тяхно място се заселват българи от село Тахтаджик, Дедеагачко, които откупуват и един съседен чифлик. По-късно старите жители се завръщат, а в селото се образуват две махали – доганхисарска и тахтаджишка.
В 1878 година Българско Мерхамли наброява 40 къщи, в 1912 – 120, а в 1920 – 80.
Жителите на селото участват в съпротивата на ВМОРО срещу османската власт. На 26 декември 1904 година в Мерхамли е ранен войводата Тане Николов.
През 1906 година в Мерхамли функционира църквата „Свети Атанасий“, в която служи свещеникът Станчо Тишков. Селото е под върховенството на Българската Екзархия.
При избухването на Балканската война в 1912 година петима души от Мерхамли са доброволци в Македоно-одринското опълчение.

### Мерхамли по време на Балканската война
По време на Балканската война, на 14 ноември 1912 година при Мерхамли се води битката при Мерхамли – последно сражение на турския корпус, командван от Мехмед Явер паша, с преследващия го български Кърджалийски отряд. Районът на Мерхамли, в който са разположени главните сили на турския корпус, е подложен на артилерийски обстрел. На 15 ноември 1912 г. в Мерхамли Явер паша предава сабята си на командира на Македоно-одринското опълчение генерал-майор Никола Генев. Заедно с него се предават 273 военни и жандармерийски офицери, 13 полицейски пристави, 50 чиновници и 9363 долни чинове. Българските части пленяват 2 планински батареи, 2 картечници, 1280 коне. През юли 1913 година селото е изгорено от турска войска и башибозук.
След Междусъюзническата война по Цариградския договор остава в България. След загубата на Първата световна война от България Ньойският договор предава Западна Тракия с Мерхамли под управление на Антантата, а в 1920 година областта е предадена на Гърция. През двадесетте години в Мерхамли са заселени много гърци бежанци от Източна Тракия, чиито потомци днес са почти тоталното мнозинство от населението.
През 20-те и 30-те години на ХХ век в една от улиците в квартал Лозенец в София се нарича „Мерхамлъ“ (днес „Николай Лилиев“).

## Личности
Родени в Мерхамли
- Димитър Маджаров (1882 – 1949), български революционер
- Кръстьо Петков (1874 – 1956), български революционер[9]
- Стамат (Стамо) Маджаров, македоно-одрински опълченец, 26-годишен, житар, IІІ клас, 2 рота на Лозенградската партизанска дружина, четата на Стоян Петров[10][11]
- Стойко Костов (1884 – ?), български революционер

## Преброявания
- 1928 – 676 жители
- 1940 – 1151 жители
- 1951 – 1308 жители
- 1961 – 1575 жители
- 1971 – 1418 жители
- 1981 – 1548 жители
- 1991 – 1198 жители[12]